# Душеполезное чтение

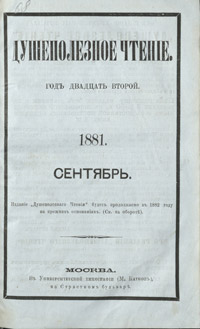
Душеполезное чтение. Сентябрь 1881 год.

Душеполе́зное чте́ние — ежемесячный православный журнал, издававшийся в Москве с 1860 по 1917 год (в 1912—1914 годы издавался в Сергиевском Посаде).
Журнал ориентировался главным образом на духовенство, был призван служить подспорьем для составления поучений и проповедей, для чего в нём публиковались статьи вероучительного и нравоучительного содержания, в которых обращалось внимание на явления современной общественной жизни.

## Главные редакторы
- священники Алексий Ключарёв и Василий Нечаев (1860—1865)
- протоиерей Василий Нечаев (октябрь 1865 — декабрь 1889)
- протоиерей Димитрий Касицын (1890—1902)
- профессор Алексей Введенский (1902—1908)
- священник Михаил Фивейский (1908—1911)
- протоиерей Иоанн Соловьёв (1912—1913)
- епископ Василий (Преображенский) (январь — май 1914)
- генерал-майор Николай Касаткин (июнь — декабрь 1914)
- епископ Арсений (Жадановский) и епархиальный миссионер Иван Айвазов (1915—1917)